# Limbarska gora
Limbarska gora (nadmorska višina 773 m) je ena najbolj razglednih gora v širši ljubljanski okolici; »kraljuje« nad moravško kotlino na jugu in nad dolino Črni graben ter je z več strani zelo lahko dostopna; tudi z avtom, ne le peš. Z Limbarske gore, na kateri stoji arhitektonsko zanimiva cerkev, je lep razgled na Kamniške planine, pa tudi na Julijce - vse do Triglava, sosednje zasavske in dolenjske hribe in na ljubljansko kotlino. Od Ljubljane je oddaljena 30 km.
Dostop na Limbarsko goro je urejen iz več smeri npr.: iz Moravč, lukoviške strani, Blagovice, Zgornjih Lok, Spodnjih Lok, Krašnje, Mlinš in Trojan prek Golčaja. Vse poti so lahke in dobro označene. Do vrha gore je približno 1 uro hoda, iz Trojan in Izlak pa 2-3 ure. Na Limbarski gori je tudi kontrolna točka Evropske pešpoti E-6, Rokovnjaške planinske poti, Poti spominov NOB Domžale in Moravške planinske poti.

## Cerkev sv. Valentina na Limbarski gori
Cerkev sv. Valentina na vrhu so prvotno sezidali okoli leta 1667. Ker je kmalu zaslovela kot romarska cerkev in je postala premajhna, so jo že v prvi polovici 18. stol. povečali. Gradnjo so zaupali tedaj najbolj znanemu baročnemu arhitektu Gregorju Mačku iz Ljubljane. Glavni oltar v cerkvi je bil izdelan leta 1735 v klasicističnem slogu. Stranski oltarji so kamniti, iz črnega marmorja, izdelovalca Cussove. Sliki v oltarjih Marijinega kronanja in Svetega Egidija- (Tilna) sta delo slikarja Valentina Metzingerja iz leta 1743. Freske v notranjosti cerkve je izdelal slikar Franc Jelovšek, preslikal- obnovil pa jih je leta 1867 slikar Matija Koželj. Cerkev je posvetil škof Leopold Jožef Petazzi leta 1743 Sv. Valentinu, mučencu v času zadnjega preganjanja kristjanov v rimskem cesarstvu. Njegov god je 14. februarja, takrat je vsako leto njemu posvečena sv. maša na gori.

## Zapis v delu Janeza Vajkarda Valvazorja o Limbarski gori
Valvasor piše, da so Limbarski gospodje in njihov grad dobili ime po lilijah, ki rastejo po sosednjih hribih in na Limbarski gori. Tujci so ime zapisovali različno: Lilienberg, Lilienberch, Liligenberc, Liligenberch, Lilinberc, Lilinberch, Lindenberch, Leubrch, Limberg, Lilgenberch, včasih pa tudi Gilgeberg ali Lemberg. Limbarskega gradu ni več, daleč naokoli pa je znana Limbarska gora z božjepotno cerkvijo sv. Valentina, že v Valvasorjevem času zelo obiskana.